# Binos
Binos är en kommun i departementet Haute-Garonne i regionen Occitanien i södra Frankrike. Kommunen ligger i kantonen Saint-Béat som tillhör arrondissementet Saint-Gaudens. År 2022 hade Binos 42 invånare.

## Befolkningsutveckling
Antalet invånare i kommunen Binos
Referens:INSEE